# Batalla de Dalen
La batalla de Dalen se libró el 25 de abril de 1568 en los inicios de la Guerra de los Ochenta Años. En ella las fuerzas rebeldes holandesas de Guillermo de Orange, a las órdenes de Joost de Soete, sufrieron una derrota aplastante por los tercios españoles bajo el mando de Sancho de Londoño y Sancho Dávila.

## Preparativos
El 20 de abril de 1568 Joost de Soete, señor de Villars, penetró en territorio de los Países Bajos a la altura de Maastricht procedente de Alemania, al frente de un ejército de 3.000 soldados. Su intención era conquistar alguna plaza importante que le sirviera como base de operaciones para posteriores avances. Marchando hacia el norte llegó a Roermond; ante la negativa de la ciudad a entregarse a los rebeldes, estos comenzaron los preparativos para tomarla por la fuerza.
Enviados por Fernando Álvarez de Toledo, gobernador de los Países Bajos en nombre de Felipe II de España, Sancho Dávila y Sancho de Londoño avanzaron en dirección a Villars al frente de 1600 soldados de los tercios españoles.  Ante la proximidad de estos, Villars abandonó sus intentos sobre Roermond y retrocedió hacia Erkelenz, en Alemania, seguido por las fuerzas españolas.

## La batalla
Ambos ejércitos se encontrarían entre Erkelenz y Dalen (en alemán: Rheindahlen). En el enfrentamiento que siguió los tercios españoles causaron cerca de 1700 bajas a los rebeldes, entre ellas toda la caballería. Villars, con el resto de sus tropas, se retiró hacia Dalen, donde se haría fuerte.
A las cuatro de la tarde Sancho de Londoño con 600 soldados de infantería alcanzó el lugar. La caballería de Dávila, dificultada por el terreno, no llegaría hasta pasado el enfrentamiento. En media hora Londoño y sus hombres destruyeron totalmente el ejército rebelde. Villars consiguió refugiarse en la ciudad.